# 五英里蘭丁 (亞利桑那州)
五英里蘭丁（英語：Fivemile Landing）是位於美國亞利桑那州莫哈維縣的一個非建制地區。該地的面積和人口皆未知。

## 地理
五英里蘭丁的座標為34°47′43″N 114°30′21″W / 34.79528°N 114.50583°W，而該地的平均海拔高度為141米（即463英尺）。